# Сонин, Максим Константинович
Максим Константинович Сонин (род. 15 марта 1998, Москва) — небинарная российская писатель/ница и сценарист/ка, aвтор романа «Письма до полуночи», в издательском анонсе которого впервые в русской литературе были упомянуты квир-отношения. 

## Биография
Максим Сонин родился/лась в Москве в семье экономиста Константина Сонина и лингвиста Сауле Туганбаевой. Как и  родители, закончил/a московскую школу № 57 (2015); затем бакалавриат университета Хаверфорд в Филадельфии (2019) и магистратуру Чикагского университета (2022).

## Произведения

### «Письма до полуночи»
Роман «Письма до полуночи» вышел в 2019 году в издательстве АСТ (Астрель-СПб). Роман построен как повествование от первого лица, которое ведут на протяжении учебного года две московские старшеклассницы: Ана — в первой части, и Таня — во второй. Девочки пытаются раскрыть тайну школьного шутинга в английском Ричмонде и открывают новые чувства — свою первую любовь. По ходу учебы, поиска в интернете и «вписок[прояснить]» девочки постепенно узнают тайны своих одноклассниц и роль, которую сыграл в этих тайнах их учитель.
Роман затрагивает тему домогательств и сексуального насилия в российских школах. Хотя сюжет романа не следует никакой реальной истории, он воспринимался как рефлексия на события в московской школе № 57, которую автор закончил/a в 2015 году. Критик Галина Юзефович написала:

«Роман представляет собой не столько серьёзное расследование произошедшего, но эмоциональную — и очень убедительную и необходимую в этой своей эмоциональности — рефлексию актуальных событий.»

Роман также рассматривается как один из первых примеров российской квир-литературы. В лекции на телеканале Дождь, посвящённой десятилетию русской литературы, Дмитрий Быков назвал «Письма до полуночи» «попыткой осознания новой сексуальности».
В 2020 году вышла аудиоверсия «Писем до полуночи», которую записали солистки популярной рок-группы «Кис-кис» Алина Олишева и Софья Самусева.
В апреле 2022 года издательство АСТ выпустило сиквел «Ступает слон», роман о радикальном феминизме и трансфобии. По словам литературного критика Эдуарда Лукоянова, «несомненный плюс этой книги в том, что её автор прекрасно видит свою аудиторию».
С 2022 года «Письма до полуночи» перестали продаваться в российских магазинах, в том числе электронных, после принятия закона о запрете пропаганды ЛГБТ. И до этого роман постоянно подвергался нападкам в социальных сетях и «патриотической» прессе.

### Мишка Миронова
В 2021 году в издательстве Popcorn Books вышло два детективных романа Максима Сонина — «Двоица» и «Охота». Романы являются первой и второй книгами трилогии про девушку-детектива Мишку (Мириам) Миронову. Заключительная часть трилогии, «Обитель», вышла в 2022 году. В аннотации книги Дмитрий Быков написал:

«Роман Максима Сонина „Обитель“ — портрет сегодняшней России. Вчера он казался бы антиутопией, но сегодня выглядит как репортаж. Чёрная секта официальных церковников, вечно заснеженная провинция, очень много дешёвых смертей, растленное государство, сеть отважной подпольной молодёжи — всё это нанизано на сильную и точную сюжетообразующую метафору. Это ни на что не похоже, мрачно, увлекательно и странным образом утешительно — ибо производит впечатление вскрытого гнойника.»

В обзоре на трилогию "Двоица"-"Охота"-"Обитель", опубликованном на литературном сайте Горький, говорится

«Через 30 лет детективную трилогию Максима Сонина редактировать не понадобится, — и не потому, что технологии уже шагнули вперед, а потому, что даже с их помощью нам нечего противопоставить древнему, хтоническому злу, которое причиняют друг другу люди.»

В 2024 году издательство PopcornBooks выпустило переиздание трилогии "Двоица"-"Охота"-"Обитель" в одном томе под названием "Мишка Миронова".

### Другие произведения
Максим Сонин — автор сценария фильма Константина Фама «Биомеханика Мейерхольда», который должен был выйти в прокат в 2022 году. 
В 2020-22 году был/а со-ведущей YouTube-канала "А дальше чё?" на телеканале "Дождь".